# 3号航站楼駅
3号航站楼駅（さんごうこうたんろうえき、中文表記: 三号航站楼站、英文表記: Terminal 3 Station）は、中華人民共和国北京市順義区にある、北京地下鉄首都機場線の駅。

## 歴史
- 2008年7月19日 - 開業[1]。

## 駅構造

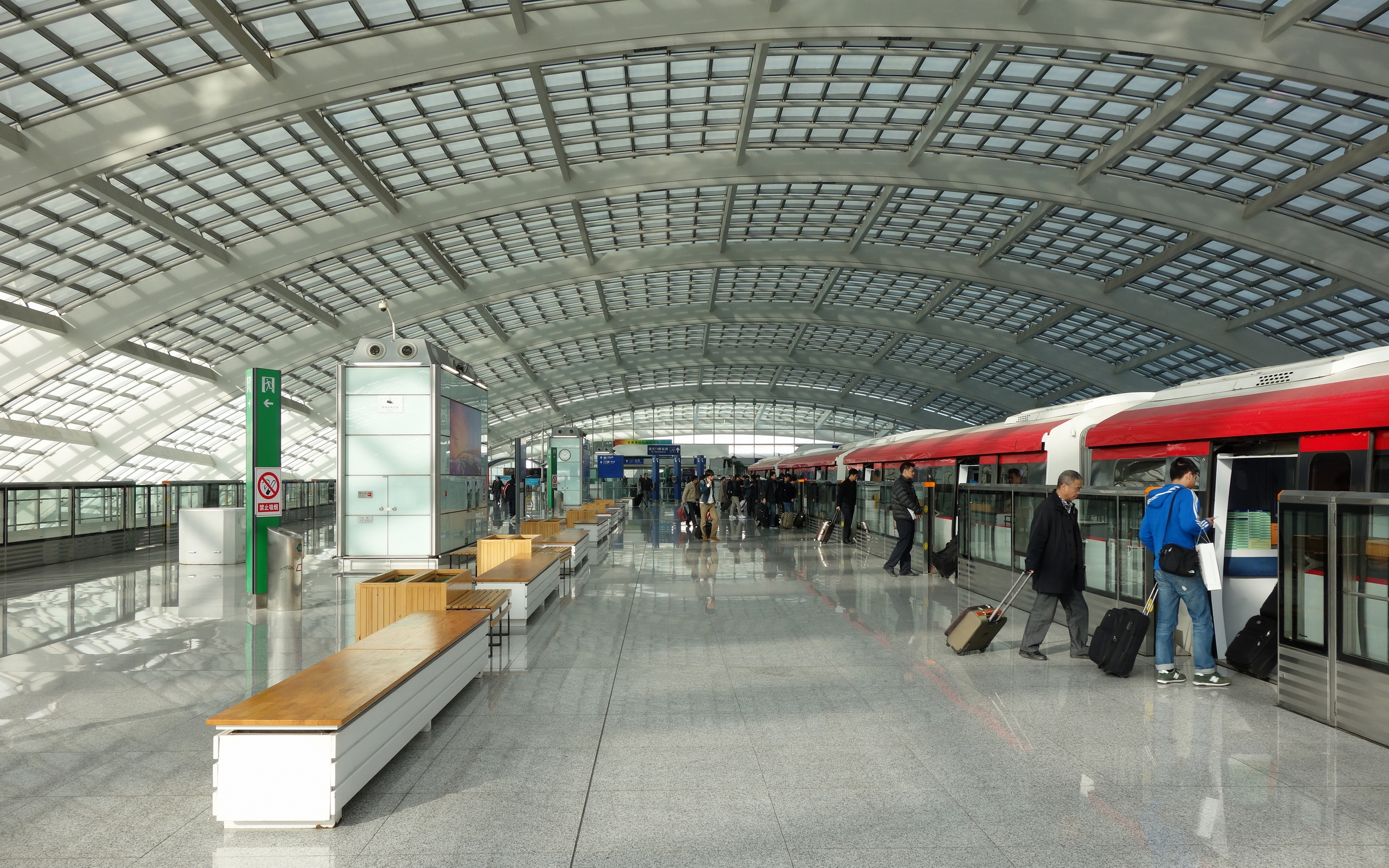
乗車ホーム

頭端式ホーム2面2線の地上駅。西側の線路には線路の両側にホームがあり、列車到着時には到着時の進行方向左側のドアを降車専用、右側のドアを乗車専用にして乗降に対応することができる。東側の線路は乗車専用ホームに面しているが未使用。電車発車時は折り返して2号航站楼駅に向かう。

### のりば
案内上ののりば番号は設定されていない。
| 市内方面 | 首都機場線 | 2号航站楼・三元橋・東直門方面 |

## 駅周辺
- 北京首都国際空港第3ターミナル（3号航站楼）
- 北京首都機場希爾頓酒店（ホテル）
- 北京首都機場康得思酒店（ホテル）

## 隣の駅
北京地下鉄
 首都機場線
三元橋駅 → 3号航站楼駅 → 2号航站楼駅